# Hamburger Schaltung

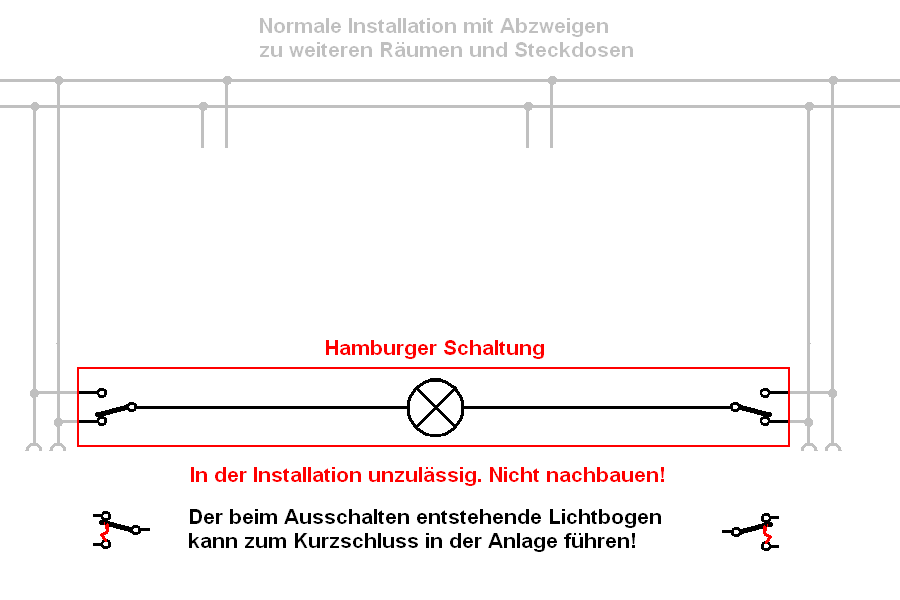
Hamburger Schaltung

Die Hamburger Schaltung (englisch Carter system) ist eine besondere Form der Sparwechselschaltung in der Elektroinstallation. Sie ist in Deutschland (nach VDE 0100-460 Abschnitt 463.1.2) sowie in den USA nach dem National Electrical Code seit 1923 (aktuell: NEC Article 404.2) in neuinstallierten bzw. in alten und erweiterten Niederspannungsanlagen nicht zulässig, weil der Neutralleiter nicht einpolig geschaltet werden darf. 
Eine Gefahr der Hamburger Schaltung besteht darin, dass im ausgeschalteten Zustand an Leuchten mit fehlendem Berührungsschutz (ältere Bauart) am Lampengewinde das Potential des Außenleiters anliegen kann, und zwar auch dann, wenn die Lampe ausgeschaltet ist und daher für den Laien augenscheinlich „stromlos“ sein sollte. Dies liegt daran, dass mit der Hamburger Schaltung ein Zustand erreicht werden kann, bei dem an beiden Polen der Lampenfassung die Spannung des Außenleiters anliegt. Dadurch kann eine Person beim Berühren des Lampengewindes (z. B. beim Auswechseln einer Glühlampe) einen Stromunfall erleiden.
Eine weitere Gefahr ist dadurch gegeben, dass das gleichzeitige Anliegen einer Spannung an beiden Zuleitungen der Lampenfassung nicht mit einem zweipoligen Spannungsprüfer ermittelt werden kann. Da die Potentiale in diesem Fall auf beiden Leitern identisch sind und ein solcher Spannungsprüfer lediglich Spannungsdifferenzen detektieren kann, wird das Vorhandensein einer (gefährlichen) Spannung nicht angezeigt. Dieser Umstand ist bei der Feststellung der Spannungsfreiheit mit entsprechenden Messgeräten in Bestandsanlagen unbedingt zu beachten.
Weiterhin kann mit ungeeigneten Wechselschaltern ein Kurzschluss zwischen Außen- und Neutralleiter entstehen: Der beim Ausschalten entstehende Lichtbogen liegt zunächst wie bei anderen Installationsschaltungen in Reihe mit dem Verbraucher, wird aber durch das Schaltelement, sofern er bis dahin nicht gelöscht ist, am Ende des Schaltvorgangs direkt auf Außen- und Neutralleiter kommutiert.
Hamburger Schaltungen in Altanlagen (errichtet vor Mai 1973) stehen nicht unter Bestandschutz, da dieser Begriff aus dem Baurecht stammt und nicht auf Baunebengewerke wie die Elektroinstallation erweiterbar ist. Insbesondere schreibt das Energiewirtschaftsgesetz seit 2006 im §49 ausdrücklich vor, dass während der Errichtung und während des Betriebes die aktuellen VDE-Richtlinien einzuhalten sind. Dies betrifft ganz besonders den Austausch der früher verwendeten und für die Hamburger Schaltung geeigneten Drehschalter gegen neue Wippschalter. Dennoch sind heute einige Wechselschalter mit N und L beschriftet.

## Aufbau und Verwendung
Die Hamburger Schaltung wurde verwendet, um
- mit einem einzigen Leiter je Schaltstelle zur Leuchte eine Wechselschaltung zu ermöglichen, ausgehend von Positionen, an denen bereits Neutral- und Außenleiter verfügbar waren.
- Leitungen mit weniger Adern verlegen zu können (z. B. ein NYM 3 × 1,5 mm² mit rot als Schaltader statt PE, anstelle eines NYM 5 × 1,5 mm²).
- Leitungen, die zu wenige Adern enthalten, dennoch für eine Wechselschaltung nutzen zu können.

Die Besonderheit (und Gefahr) der Schaltung liegt darin, dass die Lampe in der einzigen Korrespondierenden liegt. (Korrespondierende ist die Bezeichnung der Verbindungsleitung(en) zwischen zwei Wechselschaltern.)
Mit einer nur vieradrigen Verbindung zwischen zwei Wechselschaltern konnten an beiden Schaltern jeweils zusätzliche Steckdosen angebracht werden. Die benötigten Leiter waren in diesem Fall die einzige Korrespondierende, der Außen-, der Neutral- und der Schutzleiter; die bei einer herkömmlichen Wechselschaltung nötige zweite Korrespondierende konnte eingespart werden. 